# Julia (1977)
Julia is een film uit 1977 van regisseur Fred Zinnemann. De hoofdrollen worden vertolkt door Jane Fonda, Vanessa Redgrave, Jason Robards en Maximilian Schell. De film won drie Oscars. Julia is gebaseerd op het autobiografische boek Pentimento (1973) van toneelschrijfster Lillian Hellman.

## Verhaal
Gedurende de jaren 30 probeert toneelschrijfster Lillian Hellman zich een weg te banen naar de top op Broadway. Samen met haar vriend Dashiel Hammett doorloopt ze meermaals haar scenario's. Haar zielsvriendin Julia studeert ondertussen aan de Universiteit van Wenen, waar ze een tegenstander van het opkomende fascisme wordt.
Wanneer Lillian naar Rusland moet, spreekt ze met Julia af. Johann, een vriend van Julia, vraagt aan Lillian om een grote som geld naar nazi-Duitsland te smokkelen. Het geld dient als strijdmiddel tegen de nazi's. Lillian komt ook te weten dat Julia een dochter heeft met de naam Lilly. Na haar gevaarlijke missie en haar terugkeer naar de Verenigde Staten komt Lillian te weten dat Julia gestorven is. Lillian reist dan maar naar Engeland, op zoek naar Lilly.

## Rolverdeling
- Jane Fonda - Lillian Hellman
- Vanessa Redgrave - Julia
- Jason Robards - Dashiell Hammett
- Maximilian Schell - Johann
- Meryl Streep - Anne Marie
- Hal Holbrook - Alan Campbell
- Rosemary Murphy - Dorothy Parker
- Dora Doll - de treinreizigster

## Prijzen

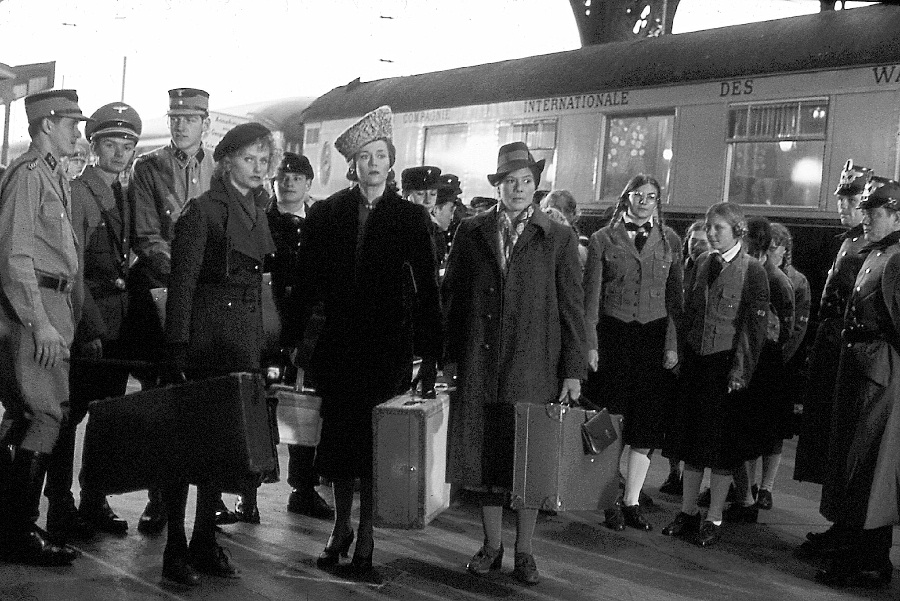
Jane Fonda in Julia.

### Oscars
- Beste vrouwelijke bijrol - Vanessa Redgrave
- Beste mannelijke bijrol - Jason Robards
- Beste aangepaste scenario - Alvin Sargent

### Golden Globes
- Beste actrice - Jane Fonda
- Beste vrouwelijke bijrol - Vanessa Redgrave

### BAFTA's
- Beste film
- Beste actrice - Jane Fonda
- Beste scenario - Alvin Sargent
- Beste camerawerk - Douglas Slocombe